# Masao Katō
Masao Katō (加藤 正夫?, Katō Masao; Asakura, 15 marzo 1947 – 30 dicembre 2004) è stato un goista giapponese fra i più forti professionisti della storia ed ex-presidente della Nihon Ki-in.

## Biografia
Katō viene rapidamente conosciuto con il soprannome di "Assassino" per via del suo stile aggressivo che porta numerose partite ad essere decise dalla sopravvivenza (o meno) di un grande gruppo dell'avversario.
Katō entra nella scuola di Minoru Kitani nel 1959, unendosi rapidamente d'amicizia con Yoshio Ishida e giocando sovente partite con lui. Nel 1964, a diciassette anni, Katō supera l'esame per diventare professionista. Negli anni successivi, il trio formato da lui, da Masaki Takemiya e da Ishida è noto come le tre corone del dojo Kitani. Rimane per 34 anni nel dojo Kitani.
Presto nella sua carriera di giocatore di go, Katō si qualifica in grandi tornei. Partecipa all'Honinbo nel 1968 come 4 dan, un fatto mai avvenuto all'epoca, anche se non superò le fasi iniziali seppur giocando contro Rin Kaiho, il detentore del titolo, l'anno successivo e perdendo per 4 partite a 2. Durante l'Honinbo del 1970, Katō ha portato il 22º Honinbo Kaku Takagawa ad abbandonare dopo solo 93 mosse.
A lungo Katō è stato riconosciuto come l'eterno secondo, di fatto è arrivato otto volte secondo prima di vincere i suoi primi titoli nel 1976, quando divenne Gosei, battendo il Meijin Hideo Otake per 3 a 2, e strappando il titolo allo Judan Lin Hai Fong per 3 a 2 in finale. In seguito, Kato ha accumulato 46 titoli, vincendo sei fra i titoli più prestigiosi (tutti tranne il Kisei) e a detenere contemporaneamente quattro titoli prestigiosi: il Meijin, Oza, Judan ed il Gosei.
Nel 1977 affronta l'Honinbo Masaki Takemiya (allora 8 dan) in due finali, strappandogli il titolo di Honinbo (4-1) e vincendo il secondo Gosei consecutivo (3-0). Raggiunge il 9º dan professionista nel 1978. Lo stesso anno batte 4-3 Yoshio Ishida conservando il titolo di Honinbo, difende anche i titolo di Judan contro Lin Hai Fong (3-1) e strappa il titolo di Tengen a Hideyuki Fujisawa (3-1).
Katō è considerato il maestro di una nuova generazione di giocatori, fra i quali Yukari Umezawa. Pubblica due libri di tecniche di gioco:
- Kato's Attack and Kill ISBN 978-4-87187-027-6
- The Chinese Opening ISBN 4-906574-33-5

### Presidente della Nihon Ki-in
All'inizio del 2004, Katō viene eletto presidente della federazione giapponese dei giocatori professionisti, la Nihon Ki-in, e presidente della federazione internazionale di go.
Lì, fomenta alcune importati riforme come la soppressione del torneo Oteai, usato fino ad allora per stabilire i gradi dei professionisti, ed l'introduzione di un nuovo sistema di regole e di promozioni. Il komi è stato incrementato da 5,5 punti a 6,5 ed il tempo di gioco standard delle partite è stato ridotto.
Poco tempo dopo la sua elezione alla testa della Nihon Ki-in, il 7 dicembre 2004, Katō viene ricoverato all'ospedale per un problema vascolare cerebrale; viene operato il 10, con successo, ma poi, dal 28 il suo stato di salute peggiora ed infine muore il 30 dicembre 2004.
Masao Katō è stato uno dei più forti giocatori giapponesi, fra i pochi ad aver superato le 1200 vittorie in carriera, totalizzando 1254 vittorie e 663 sconfitte e 2 jigo; è il secondo giocatore al mondo, dopo Rin Kaiho, ad aver superato le 1200 vittorie. La sua scomparsa improvvisa quando era all'apice della carriera, ha colpito molto il mondo del go e numerosi omaggi gli sono stati dedicati.

## Carriera

### Promozioni
| Grado | Anno |
| ----- | ---- |
| 1 dan | 1964 |
| 2 dan | 1964 |
| 3 dan | 1965 |
| 4 dan | 1966 |
| 5 dan | 1967 |
| 6 dan | 1969 |
| 7 dan | 1971 |
| 8 dan | 1973 |
| 9 dan | 1978 |

### Titoli
| Nazionali                | Nazionali                        | Nazionali                        |
| Torneo                   | Vittorie                         | Finalista                        |
| ------------------------ | -------------------------------- | -------------------------------- |
| Kisei                    |                                  | 4 (1978, 1988, 1991, 1993)       |
| Meijin                   | 2 (1986, 1987)                   | 2 (1981, 1988)                   |
| Honinbo                  | 4 (1977–1979, 2002)              | 5 (1969, 1980, 1995, 1997, 2003) |
| Tengen                   | 4 (1978–1981)                    | 2 (1982, 1991)                   |
| Ōza                      | 11 (1979, 1980, 1982–1989, 1993) | 3 (1981, 1990, 1994)             |
| Jūdan                    | 7 (1976–1979, 1983, 1987, 1997)  | 4 (1980, 1984, 1988, 1998)       |
| Gosei                    | 3 (1976, 1977, 1987)             | 4 (1978, 1981, 1984, 1988)       |
| Agon Cup                 | 3 (1995, 1996, 2003)             | 1 (1997)                         |
| Ryusei                   | 2 (1998, 2001)                   |                                  |
| NHK Cup                  | 1 (1988)                         | 3 (1974, 1993, 1994)             |
| NEC Cup                  | 3 (1990, 1991, 1996)             | 3 (1992, 1999, 2000)             |
| Nihon Ki-in Championship |                                  | 1 (1974)                         |
| Kakusei                  | 4 (1980, 1986, 1995, 1996)       | 4 (1993, 1997–1999)              |
| Hayago Championship      | 2 (1988, 1994)                   | 5 (1980, 1984, 1989, 1998, 1999) |
| Asahi Pro Best Ten       |                                  | 2 (1970, 1975)                   |
| Shin-Ei                  |                                  | 1 (1975)                         |
| Prime Minister Cup       |                                  | 1 (1973)                         |
| Dai-ichi                 |                                  | 1 (1971)                         |
| Totale                   | 46                               | 46                               |
| Continentali             |                                  |                                  |
| Agon Cup Cina-Giappone   |                                  | 1 (2003)                         |
| Totale                   | 0                                | 1                                |